# 角枝表孔珊瑚
角枝表孔珊瑚（学名：Montipora angulata）为軸孔珊瑚科表孔珊瑚屬下的一个种。